# Balthazar Napoléon IV de Bourbon
Succession
Prétendant aux trône de France
(branche dite « de Bourbon des Indes »)
Depuis le 9 octobre 1978
(46 ans, 8 mois et 4 jours)
Balthazar Napoléon IV de Bourbon-Bhopal, né le 29 juillet 1958 à Bhopal (Inde), est un avocat d'origine indienne qui prétend être l'aîné des descendants de la maison de Bourbon.

## Origines et biographie

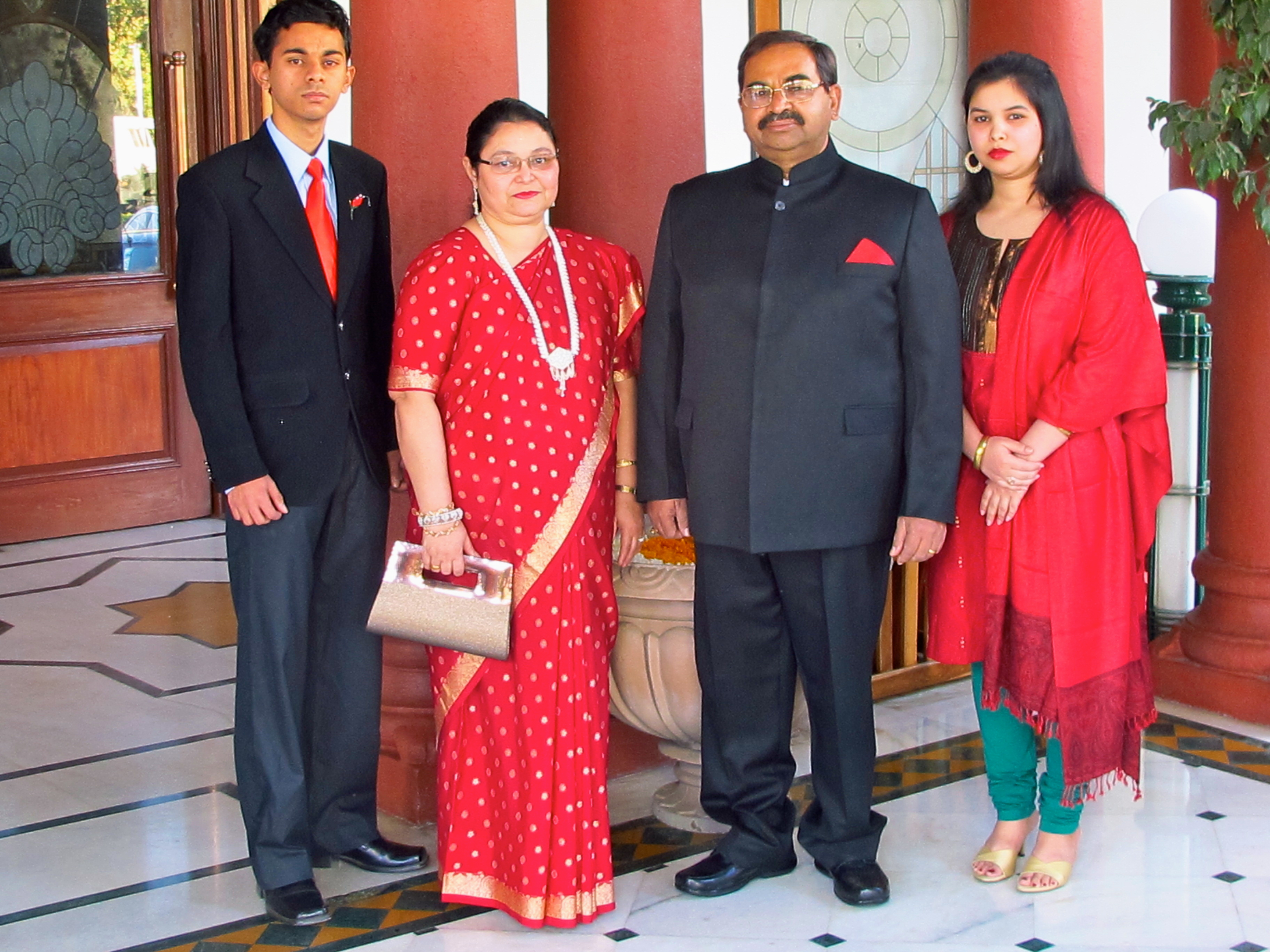
Le prince Balthazar IV Napoléon de Bourbon-Bhopal avec, de gauche à droite, son fils le prince Adrien, son épouse la princesse Elisha, et sa fille la princesse Michelle.

Les membres de sa famille, les « Bourbons des Indes », se revendiquent comme des descendants légitimes de la maison de Bourbon, descendant de Jean Philippe de Bourbon, comte de Clermont-en-Beauvaisis, un noble français exilé qui a servi dans la cour de l'empereur moghol Akbar au cours du XVIe siècle. La famille est également connue sous le nom de « Bourbon-Bhopal », un nom dérivé de la ville de Bhopal, dans le centre de l'Inde, où leurs dernières générations ont résidé et travaillé à la cour royale de l'État princier de Bhopal.
Balthazar Napoléon IV de Bourbon, l'actuel chef de famille, est avocat et agriculteur à temps partiel de profession. Il est né le 29 juillet 1958. Il est marié à Elisha Pacheco et a trois enfants : Frédéric, Michelle et Adrien.
Le 22 mai 2013, l'ambassadeur de France en Inde s'est rendu à Bhopal et a rencontré Balthazar de Bourbon lors d'une cérémonie, déclarant : « C'est extraordinaire d'avoir un Bourbon ici aujourd'hui ! »,
Dans son roman historique Le Rajah Bourbon, dont la publication a suscité un regain d'intérêt pour cette revendication du trône français, le prince Michel de Grèce a affirmé que Balthazar Napoléon IV est le plus âgé en ligne avec le trône français,,,. Le prince Michel de Grèce a déclaré qu'il serait disposé à organiser un test ADN pour vérifier la prétention de parenté de Balthazar IV.

#### Fiction
- Michel de Grèce, Le Rajah Bourbon : roman, Paris, Jean-Claude Lattès, mars 2007, 259 p. (ISBN 978-2-7096-2922-5)

#### Non-fiction
- Claude Sosthène Grasset d'Orcet, « Les Bourbons des Indes », La Revue britannique,‎ juillet 1892, p. 5–30
- Salvadore de Bourbon (Mickaël Le Guen, translator), Les Bourbons de l'Inde : souvenirs de Salvadore de Bourbon, Christian, 2003 (ISBN 978-2-86496-095-9)
- Bharat Desai, « House of the Bourbons: A Branch of the former French royal family lives with its glorious past and obscure present », India Today, Thomson Living Media India Ltd, vol. 21, no 1,‎ 15 mars 1996, p. 13 et seq.
- Raoul de Warren et Aymon de Lestrange, Les prétendants au trône de France, L'Herne, 1990, 135–136 p. (ISBN 978-2-85197-281-1)
- Katherine H. Diver et Maud Diver, Royal India : a descriptive and historical study of India's fifteen principal states and their rulers, Duell, Sloan, and Pearce, 1942, republished by Ayer Publishing, 1971 éd., 278 p. (ISBN 978-0-8369-2152-6, lire en ligne ), « Bhopal »
- Gabriel Ferrand, « Les Bourbons de l'Inde », Revue de Paris,‎ septembre 1905–octobre 1905, p. 189–202
- Razia Hamid et Rafat Sultan, Nuqoosh-e-Bhopal, Bhopal, Babul Uloom, 1986, « Bourbons »
- Shaharyar M. Khan, The begums of Bhopal : a dynasty of women rulers in Raj India, I.B.Tauris, 2000, 60–66 p. (ISBN 978-1-86064-528-0), « The Bhopal Bourbons »
- Charles Augustus Kincaid, The Tale of the Tulsi Plant and Other Stories, Bombay, The Times of India Office, 1908
- Charles Augustus Kincaid, « Bourbons of Bhopal », Illustrated Weekly of India,‎ 1er septembre 1946
- William Kincaid, Historical Sketch of The Indian Branch of The Bourbon Family : together with a genealogical table from the time that the founder, John Philip Bourbon, landed in India, Sehore, 1883
  - Aussi publié comme : William Kincaid, « The Indian Bourbons », Asiatic Quarterly Review,‎ janvier 1887, p. 164–177
- John Malcolm, A memoir of Central India, vol. II, Londres, Kingsbury, Parbury  Aleen, 1824
- Edward Maclagan, The Jesuits and the Great Mogul, Burns, Oates  Washbourne, 1932, « The Indian Bourbons »
- Louis Rousselet, Les royaumes de l'Inde, Paris, Hachette, 1879, 139–143 p.
- Louis Rousselet, Le Fils du connétable, Paris, Hachette, 1882

### Généalogie
- (en) « GEN-MEDIEVAL-L : Re : Bourbons in India », sur Internet Archive (consulté le 7 juin 2023)
- Marek, « capet/capet37.html », Genealogy.EU Marek, « capet/capet37.html », Genealogy.EU Marek, « capet/capet37.html », Genealogy.EU  [ source auto-publiée ] [réf. à confirmer]
- « Bourbon », sur genroy.free.fr (consulté le 7 juin 2023)